# أبرار عثمان
أبرار عثمان (بالإنجليزية: Abrar Osman)‏ هو عداء مسافات طويلة إريتري، ولد في 1994.

## وصلات خارجية
- أبرار عثمان على موقع الاتحاد الدولي لألعاب القوى (الإنجليزية)
- أبرار عثمان على موقع الدوري الماسي (الإنجليزية)
- أبرار عثمان على موقع أوليمبيديا (الإنجليزية)